# Annona iquitensis
Annona iquitensis este o specie de plante angiosperme din genul Annona, familia Annonaceae, descrisă de Robert Elias Fries. Conform Catalogue of Life specia Annona iquitensis nu are subspecii cunoscute.